# La Ronde de nuit (film)
Pour les articles homonymes, voir Ronde de nuit.
Pour plus de détails, voir Fiche technique et Distribution.
La Ronde de nuit (Nightwatching) est un film réalisé par Peter Greenaway, sorti en 2007. C'est une coproduction entre le Canada, la France, l'Allemagne, la Pologne, les Pays-Bas et la Grande-Bretagne et la États-Unis.

## Synopsis
En 1654, à Amsterdam, Rembrandt se réveille en sursaut : il vient de rêver qu'il est aveugle. Ce cauchemar le replonge 12 ans en arrière, en 1642, alors qu'il travaille sur son œuvre la plus célèbre, La Ronde de nuit.
Alors que le peintre est au sommet de son art et de sa gloire, la milice des Mousquetaires d'Amsterdam lui demande un portrait de groupe. Malgré sa réticence face à ces soldats qui ne cherchent qu'à se pavaner, Rembrandt accepte : sa femme Saskia est enceinte, et cette toile monumentale assurerait un futur stable à cet enfant longtemps désiré.
Mais le peintre a un mauvais pressentiment et sait déjà que cette toile ne sera pas qu'un simple portrait de groupe. Il ne sait pas peindre avec complaisance et pressent que ce tableau précipitera sa chute.

## Fiche technique
- Titre : La Ronde de nuit
- Titre original : Nightwatching
- Réalisation : Peter Greenaway
- Scénario : Peter Greenaway
- Production : Jamie Carmichael, Carlo Dusi, Christine Haebler, Grzegorz Hajdarowicz, Linda James, Kees Kasander, Jenny Mitchell, Piotr Mularuk, Justyna Pawlak, Larry Sugar, Natascha Teunissen
- Musique : Wlodzimierz Pawlik
- Photographie : Reinier van Brummelen
- Montage : Karen Porter
- Décors : Maarten Piersma
- Costumes : Jagna Janicka et Marrit van der Burgt
- Pays de production :  Canada,  France,  Allemagne,  Pologne,  Pays-Bas,  Royaume-Uni et  États-Unis.
- Format : couleur - 2,35:1 - Dolby Digital - 35 mm
- Genre : drame
- Durée : 134 minutes
- Date de sortie : 
  - Italie : 6 septembre 2007 (Festival de Venise)[1]
  - Canada : 9 septembre 2007[1]
  - France : 27 février 2008[1]

## Distribution
- Martin Freeman (VF : Cyrille Monge) : Rembrandt
- Emily Holmes (VF : Laurence Bréheret) : Hendrickje
- Michael Teigen : Carel Fabritius
- Anja Antonowicz : Catharina
- Eva Birthistle : Saskia
- Christopher Britton : Rombout Kemp
- Agata Buzek : Titia Uylenburgh
- Michael Culkin : Herman Wormskerck
- Harry Ferrier : Carl Hasselburg
- Jonathan Holmes : Ferdinand Bol
- Toby Jones : Gerard Dou
- Adam Kotz : Willem van Ruytenburgh
- Adrian Lukis : Frans Banning Cocq
- Maciej Marczewski : Clem
- Jodhi May : Geertje Dircx
- Richard McCabe : Bloefeldt
- Kevin McNulty : Engelen
- Rafal Mohr : Floris
- Fiona O'Shaughnessy : Marita
- Krzysztof Pieczyński : Jacob de Roy
- Gerard Plunkett : Engelan
- Natalie Press : Marieke
- Andrzej Seweryn : Piers Hasselburg
- Magdalena Smalara : Martha
- Jochum ten Haaf : Jongkind
- Hugh Thomas : Jacob Jorisz
- Matthew Walker : Matthias van der Meulen
- Jonathon Young : Visscher
- Maciej Zakoscielny : Egremont